# Saritsch

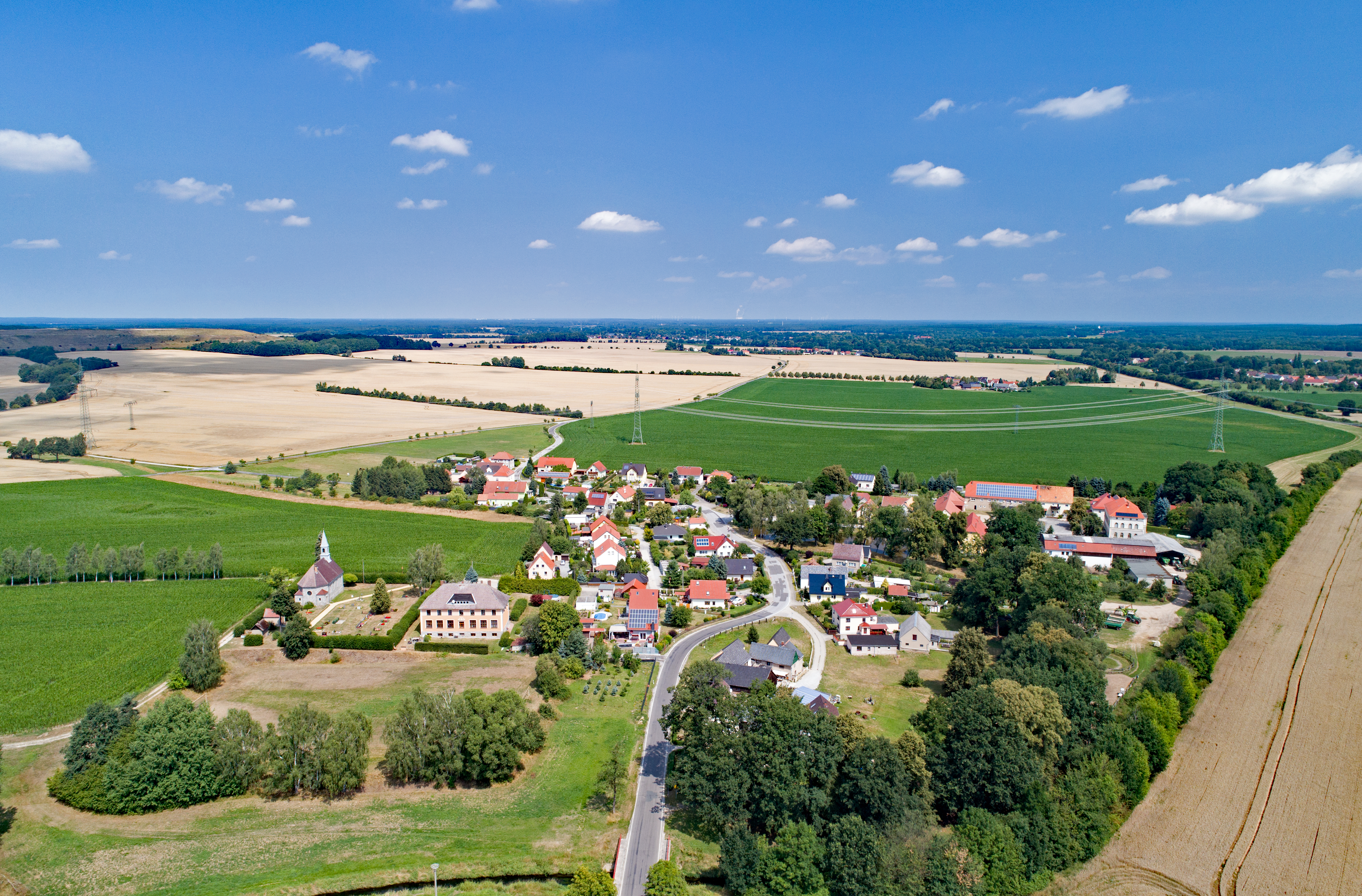
Luftbild

Saritsch, obersorbisch Zarěčⓘ, ist ein Ort im ostsächsischen Landkreis Bautzen und gehört seit 1993 zur Gemeinde Neschwitz. Der Ort liegt in der Oberlausitz und zählt zum sorbischen Siedlungsgebiet.

## Geografie

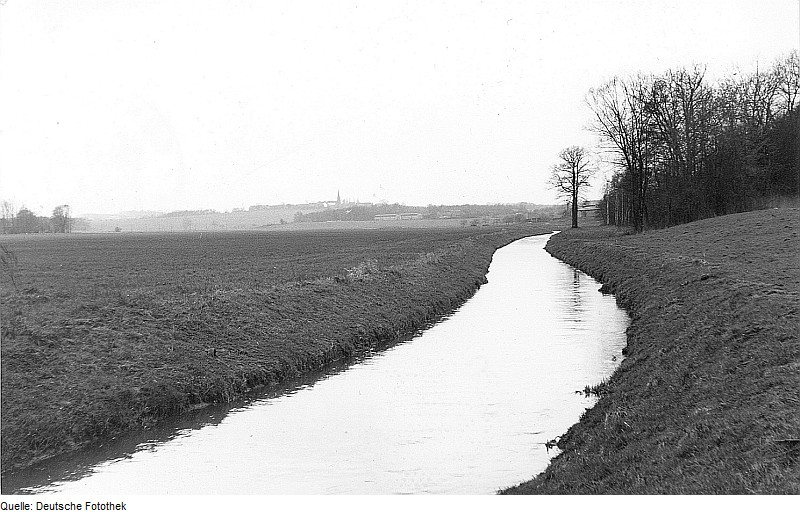
Das begradigte Schwarzwasser bei Saritsch; im Hintergrund die Storchaer Kirche

Der Ort befindet sich etwa neun Kilometer nordwestlich der Großen Kreisstadt Bautzen und vier Kilometer südlich des Gemeindezentrums im Oberlausitzer Gefilde. Südlich und östlich des Ortes erstreckt sich die Aue des seit den 1970er Jahren begradigten Schwarzwassers. In nordwestlicher Richtung steigt das Gelände zum Windmühlenberg (207 m) hin an. Hier befindet sich heute die Deponie Wetro.
Saritsch ist eine platzartige Gutssiedlung mit dem Gutshof im nordöstlichen Teil des Ortes. Die Nachbarorte sind Krinitz und Luga im Nordosten, Loga auf der anderen Seite des Schwarzwassers im Süden und Pannewitz im Westen.

## Geschichte
Der Saritscher Windmühlenberg hatte in der Bronzezeit vermutlich religiöse Bedeutung; das legen jedenfalls Schmuckfunde nahe. Außerdem wurden am nördlichen Ortsausgang bronzezeitliche Scherben und ein Grab gefunden, das der Billendorfer Kultur zugerechnet wird.
Der Ort selbst hat sich an der Stelle einer mittelalterlichen Wasserburg entwickelt, deren Standort anhand von Resten noch heute an einer Bodenerhebung in einer wasserreichen Geländesenke am südöstlichen Ortsrand erkennbar ist. Der Herrensitz geht auf diese Wasserburg zurück und wurde mit dem Ortsnamen erstmals 1412 als Scharezk urkundlich erwähnt. Weitere verzeichnete Namensformen sind Sarecz (1416), Saricz (1514) und Saritzsch (1580). 
Das Herrenhaus umschloss ein Wallgraben, den man bei Gefahr fluten konnte. Im 16. Jahrhundert hat man diese durch Gräben gesicherte Befestigung verlassen und am nordöstlichen Dorfrand den noch heute bestehende Rittergutshof angelegt.
1722 kam das Gut durch Hans Christoph von Theler für ca. 220 Jahre (bis 1946) in Besitz der Nachfahren der Familie von Theler. Da die Nachfahren aber meist weiblich waren, und es früher üblich war, den Namen des Mannes anzunehmen, titulieren oberflächliche Betrachter dies als Besitzerwechsel bzw. waren Verkäufe innerhalb der Familie üblich.
1843 wurde die erste Schule errichtet, in der auch die Kinder aus Loga, Uebigau und Krinitz sowie die evangelischen Kinder aus Dreikretscham, Weidlitz und Pannewitz unterrichtet wurden. 1848 war der Saritscher Bauer Jan Wróbl Schriftführer der von 69 Gemeindevorständen verfassten sorbischen Bauernpetition gegen die Adelsherrschaft. Im Jahr 1879 wurde der „Wendische Verein“ gegründet, der etwa 50 Mitglieder hatte und u. a. einen Chor und eine Theatergruppe umfasste, die als „seinerzeit aktivste sorbische Wanderbühne“ galt. Sein Versammlungsort war das Gasthaus im benachbarten Loga.
Im Jahr 1912 wurde der Bau des Abschnittes Radibor–Kamenz der Sächsischen Nordostbahn genehmigt, wobei Saritsch einen Haltepunkt an dieser erhalten hätte. Die Verwirklichung des Projektes wurde jedoch durch die lokalen Bauern und Gutsbesitzer verzögert und schließlich nach dem Ausbruch des Ersten Weltkrieges aufgegeben. 1913 wurde die Schule neu gebaut.
Am 7. November 2000 wurde der flüchtige Vergewaltiger und Mörder Frank Schmökel in einer Laube in Saritsch gestellt. Dabei kam es zu einem Schusswechsel. Schmökel war fast zwei Wochen zuvor im 150 Kilometer entfernten Strausberg geflohen. Die Suche nach ihm hatte deutschlandweit für Aufsehen gesorgt.
Saritsch war bis zum 29. April 1993 eine eigenständige Gemeinde; seit 1936 gehörten die Ortsteile Loga, Pannewitz (mit Weidlitz) und Uebigau (mit Krinitz) zur Gemeinde.

### Ortsname
Der deutsche Ortsname beruht auf dem älteren sorbischen. Dieser wird auf die geografische Lage des Ortes „hinter dem Flüsschen“ (za rěčku) Schwarzwasser zurückgeführt. Jan Arnošt Smoler bot eine poetischere Deutung an, die von einer Benennung nach zarěk („der Verwünschte/Verbannte“) ausging.

### Herrenhaus

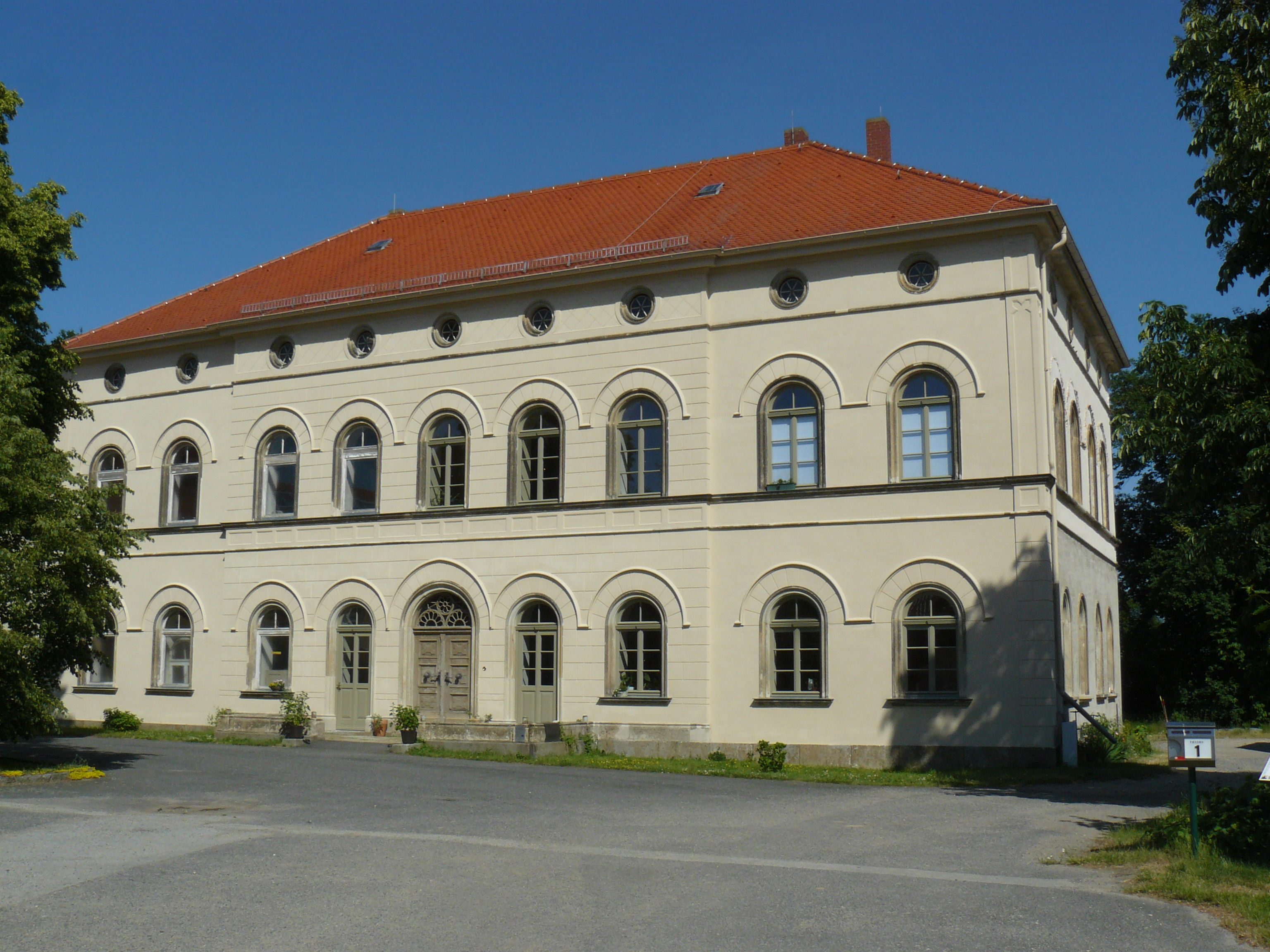
Herrenhaus Saritsch 2015

Das Saritscher Gutshaus wurde in seiner heutigen Form 1860 erbaut als ein zweigeschossiger Bau mit Walmdach im spätklassizistischen Stil mit einer gleichmäßigen Fassadengliederung und Rundbogenfenstern.
Im Hof steht ein Taubenturm. Nach 1945 wurde das Gebäude von der Gemeindeverwaltung, als Kulturhaus und Konsumverkaufsstelle genutzt. Seit 2009 im Privatbesitz.

### Saritscher Mühle

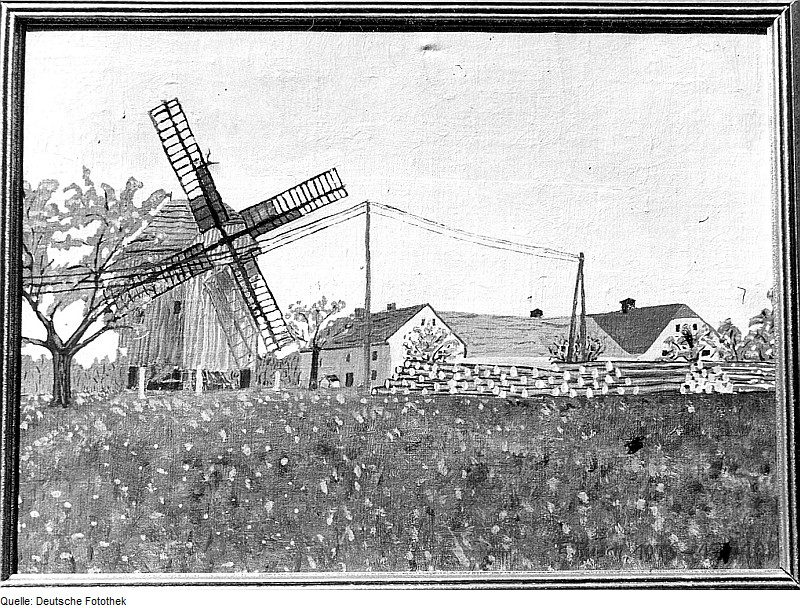
Die alte Saritscher Bockwindmühle – Gemälde von Erich Pusch aus Uebigau

Bis 1977 verfügte Saritsch über eine 1733 erbaute Bockwindmühle auf dem nordwestlich gelegenen Windmühlenberg, die noch bis 1940 in Betrieb war. Gegen Ende des Zweiten Weltkrieges diente der Mühlenberg als Beobachtungsposten. Die Mühle wurde bei Kämpfen schwer beschädigt, jedoch 1952/53 auf Initiative von Theodor Schütze wieder restauriert und am 4. Dezember 1953 geweiht. Im Zuge der Erweiterung der dortigen Tongrube wurde die Mühle abgebaut und auf dem Totenberg zwischen Luga und Quoos wieder aufgebaut. Dort ist sie bis heute zu besichtigen.

## Bevölkerung

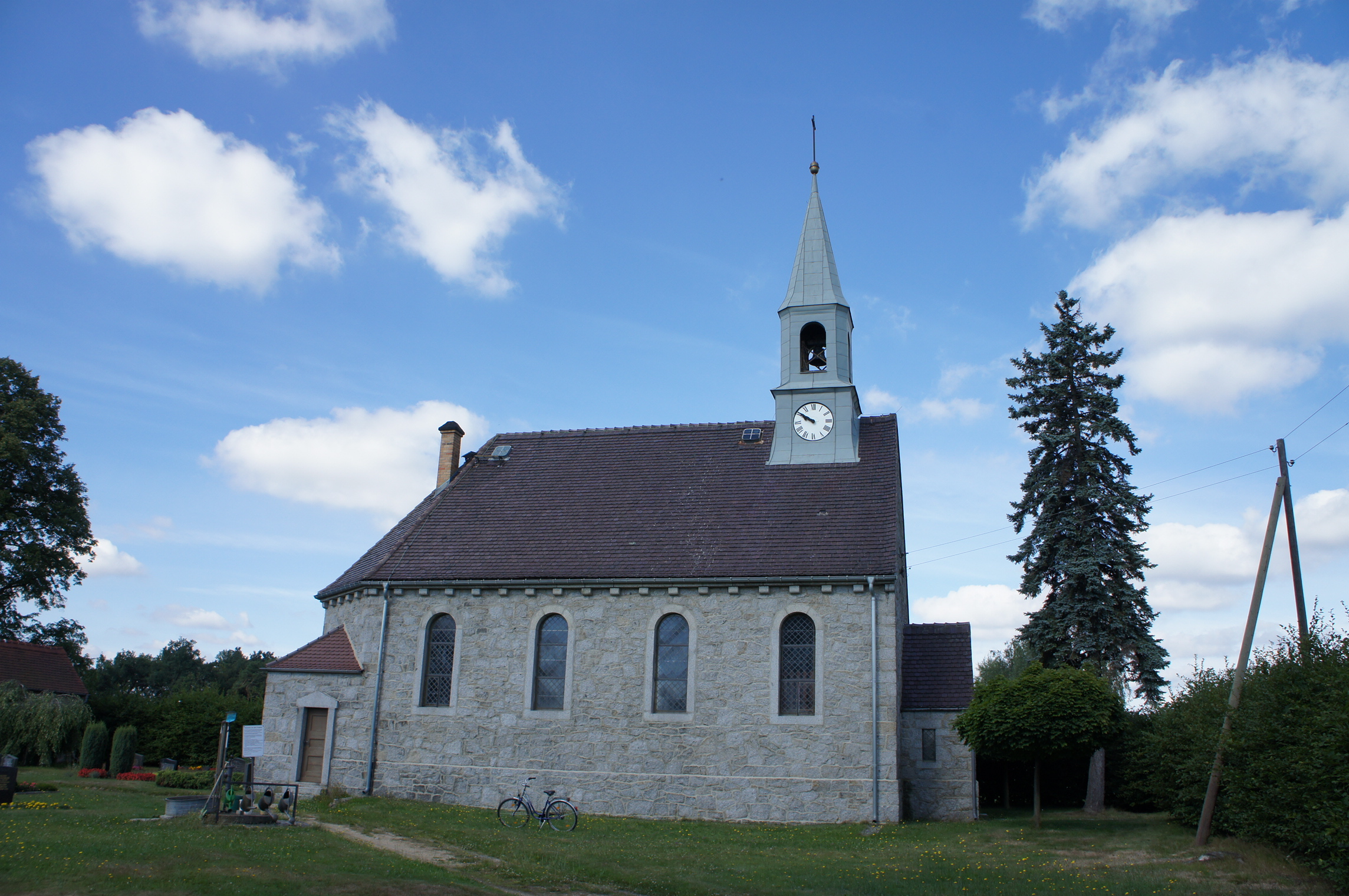
Kapelle Saritsch, 2011

Für seine Statistik über die sorbische Bevölkerung in der Oberlausitz ermittelte Arnošt Muka in den achtziger Jahren des 19. Jahrhunderts eine Bevölkerungszahl von 122 Einwohnern; davon waren 111 Sorben und elf Deutsche. Der Sprachwandel hin zum Deutschen vollzog sich in Saritsch in der ersten Hälfte des 20. Jahrhunderts. Ernst Tschernik zählte 1956 nur noch einen sorbischsprachigen Bevölkerungsanteil von 33 Prozent in der Gemeinde. Seitdem ist der Gebrauch der sorbischen Sprache im Ort weiter zurückgegangen.
Die gläubigen Einwohner sind überwiegend evangelisch-lutherischer Konfession. Der Ort ist seit 1809 nach Neschwitz gepfarrt; vorher gehörte er zur Kirchgemeinde Göda. Seit 1908 gibt es in Saritsch eine Kapelle der Neschwitzer Pfarrkirche; seit 1931 auch einen Friedhof.

## Wirtschaft und Infrastruktur
Die Saritscher Agrar GmbH bewirtschaftet die Felder der Umgebung und nutzt u. a. alte Gutsgebäude.

## Persönlichkeiten
- Měrćin Kral (1872–1950), Heimatforscher und Autor, war von 1895 bis 1933 Lehrer und Schulleiter in Saritsch